# Elecciones estatales de Quintana Roo de 1993
Las elecciones estatales de Quintana Roo de 1993, en México, se llevaron a cabo el domingo 21 de febrero de 1993, y en ellas se eligieron los siguientes cargos de elección popular en el estado mexicano de Quintana Roo:
- Gobernador de Quintana Roo. Titular del Poder Ejecutivo del estado, electo para un periodo de seis años y no reelegible en ningún caso, el candidato electo fue Mario Villanueva Madrid.
- 7 Ayuntamientos. Compuestos por un Presidente Municipal, un síndico y regidores, electos para un periodo de tres años no reelegibles para el periodo inmediato.
- 18 Diputados al Congreso del Estado. 13 Electos por mayoría relativa en cada uno de los Distrito Electorales Locales y 5 Electos bajo el principio de Representación Proporcional, electos para un periodo de tres años no reelegibles para el periodo inmediato.

## Resultados electorales

### Gobernador
|  | 0.13 % |

|  | 89.49 % |

|  | 2.33 % |

|  | 0.02 % |

|  | 5.25 % |

|  | 0.13 % |

|  | 0.27 % |

|  | 2.39 % |

|  | 100.00 % |

### Ayuntamientos

#### Ayuntamiento de Chetumal
- Diego Rojas Zapata  Hecho

#### Ayuntamiento de Cancún
- Carlos Javier Cardín Pérez  Hecho

#### Ayuntamiento de Cozumel
- Germán García Padilla  Hecho

#### Ayuntamiento de Felipe Carrillo Puerto
- Fernando Serrano Trujillo  Hecho

#### Ayuntamiento de Isla Mujeres
- Jorge Luis Cárdenas Bazán  Hecho

|                                              | Partido Acción Nacional                                  | 0 |
|                                              | Partido Revolucionario Institucional                     | 7 |
|                                              | Partido Popular Socialista                               | 0 |
|                                              | Partido Auténtico de la Revolución Mexicana              | 0 |
|                                              | Partido de la Revolución Democrática                     | 0 |
|                                              | Partido del Frente Cardenista de Reconstrucción Nacional | 0 |
| Fuente: Instituto Electoral de Quintana Roo. |                                                          |   |

### Diputados
|                                              | Partido Acción Nacional                                  | 0  |
|                                              | Partido Revolucionario Institucional                     | 13 |
|                                              | Partido Popular Socialista                               | 0  |
|                                              | Partido Auténtico de la Revolución Mexicana              | 0  |
|                                              | Partido de la Revolución Democrática                     | 0  |
|                                              | Partido del Frente Cardenista de Reconstrucción Nacional | 0  |
| Fuente: Instituto Electoral de Quintana Roo. |                                                          |    |